# Kurt Bernard
Kurt Bernard Simpson (Limón, 8 dicembre 1977) è un ex calciatore costaricano, di ruolo centrocampista o attaccante.

## Carriera

### Club
Debuttò nel campionato nazionale nel 1998-1999. La sua carriera l'iniziò nella Limonense, esordendo con gol contro l'Herediano; è stato poi nel Santos de Guápiles e nel Club Sport Herediano.
L'11 aprile del 2000 si lese il ginocchio sinistro dopo un incidente mentre guidava l'auto di suo fratello Kent, tra le località di Moín e Limón, provocandosi la rottura del legamento collaterale interno ed il legamento crociato anteriore.
Tornò in campo il 24 settembre.
Dopo quattro stagioni giocate nel Puntarenas, nell'agosto 2009 torna alla Limonense.
Nel 2006, con 22 gol guadagnò il titolo di goleador del campionato.

### Nazionale
Ha debuttato in Nazionale l'11 febbraio 2006 in una gara amichevole contro la Corea del Sud, inoltre è stato incluso dal commissario tecnico Alexandre Guimarães nell'elenco dei convocati per il Mondiale 2006 in Germania.